# Gastronomia d'Itàlia
La cuina d'Itàlia és extremadament variada. L'estat fou unificat l'any 1861, i les cuines de cada regió reflecteixen aquest fet en una varietat cultural, històrica i culinària. La cuina italiana és exemplar de la cuina mediterrània i és imitada i practicada arreu del món. És una de les cuines que més s'assembla a la catalana, i igualment comparteix importants trets amb la cuina occitana. És molt corrent associar la gastronomia italiana pels seus plats més famosos com ara la pizza, la pasta i el risotto, però és una cuina que dona i presta abundants elements amb altres cuines del mediterrani. Es tracta doncs d'una cuina amb fort caràcter tradicional, molt sectoritzada per regions, hereva de llargues tradicions que ha sabut perpetuar les antigues receptes com la polenta (aliment de les legions romanes) que avui en dia pes pot tastar en qualsevol trattoria italiana.

## Ingredients i preparacions

### Verdures i fruites

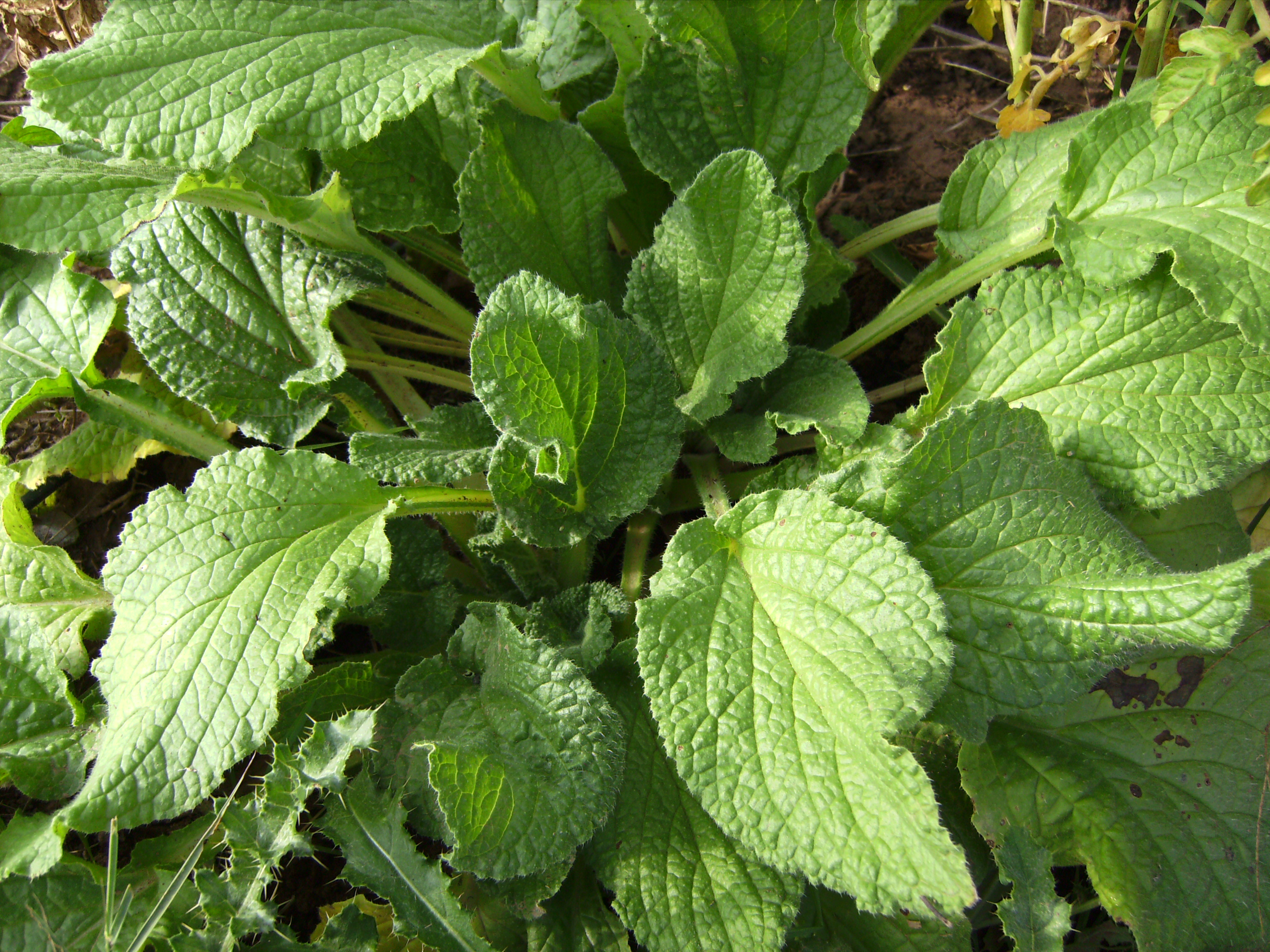
Fulles de borratja, un dels ingredients del preboggión

La cuina italiana és rica en plats únics elaborats amb verdura, hortalissas - els llegums en menor mesura. Arriben a tenir una certa importància culinària, i adquireixen, repecte de la gastronomia de l'Edat Mitjana, una nova dimensió gràcies sobretot a un major recurs dels aromes locals. Se'n empra molt en plats com els amb rovelló (un molt conegut amb risotto és el venecià risi e bisi). Els espinacs apareixen en alguns plats de pasta, com també els carabassons, les borratges, verdura estel·lar de la Ligúria amb les que es prepara el preboggion, les carxofes, els pebrots - farcits -, els tomàquets, els cards (típics del Piamonte), els fagoli (fesols), el cappon magre que són torrats amb all i escalivada, i els minestrones.
En el terreny de la fruita, els cítrics adquireixen una posició prominent entre els menjars servits com a entremesos, i generalment són emprats com a postres preparades.

### Carn i peix

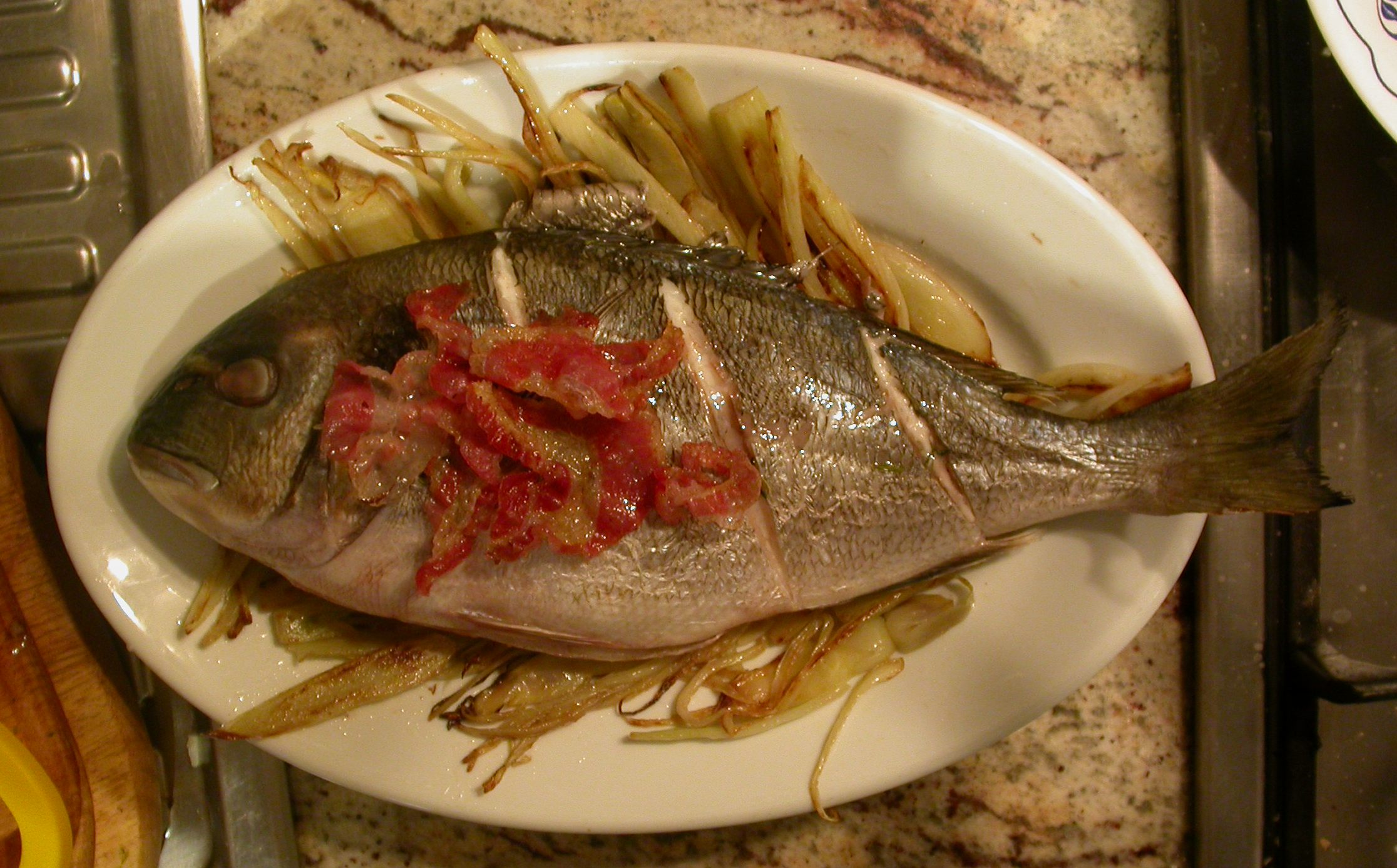
Orata al finocchio

Per altra banda la cuina italiana ofereix una gran varietat de carns, algunes d'elles preparades. La carn és present en molts plats, alguns d'ells abundants en la seua concepció. Un dels més famosos és el ossobuco, a la Toscana la famosa bistecca a la fiorentina, encara que al Piamonte és molt popular el bollito misto (acompanyat per una salsa verda. Hi ha algunes preparacions d'estofat com ara el stracotto al barolo (estofat al vi), sopes de carn com la busecca (sopa elaborada amb tripes de vedella), el vitelo tonato (vedella amb tonyina i anxova), la piccata (carn de vedella en papillot amb carxofa), les messicani (escalop fi), l'abbacchio, etc. En canvi, no existeix una gran preparació d'aviram a la cuina italiana.

El peix - que és abundant a les mars de la península - és molt elaborat en especial a Sicília. Són importants per igual el peix de riu i el d'estany. Preperacions típiques són les truites de riu asalmonades, la lamprea, i les sopes de peix diverses.

### La pasta

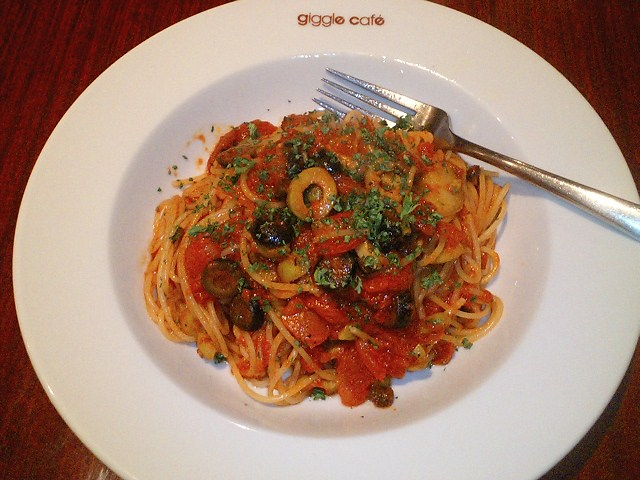
Spaghettini a la "puttanesca".

Entre els plats estel·lars de la cuina italiana, molts són a base de pasta. Hi ha una gran selecció de pastes amb noms, formes i colors diferents. Algunes, com la lasanya, poden constituir un plat únic. D'altres, com els espaguetis i els macarrons, se serveixen a Itàlia com a primer plat de l'àpat.
Els plats a base de pasta es poden servir de forma senzilla, amb mantega i parmesà (estil Alfredo), o acompanyades amb tota una sèrie de salses, com el ragú, la salsa bolonyesa o salsa napolitana (preparacions de diverses regions: amb sofregit, carn picada i verdures com l'api, la pastanaga o els pèsols) o la alla carbonara (amb cansalada i ou). També es pot preparar la pasta amb companatges com musclos o cloïsses (vongoline). Entre altres maneres de servir la pasta italiana cal mencionar les preparacions amb salsa arrabbiata, salsa puttanesca, al aglio, olio e peperoncino (amb oli d'oliva on s'han sofregit làmines d'all i bitxo) i amb beixamel.
Entre les pastes farcides figuren els ravioli, els tortellini, els canelons, els cappelletti d'Emília - elaborats amb carn picolada de pollastre -, els pansotti de Rapallo (farcit d'espinacs i ricotta).

### Arròs

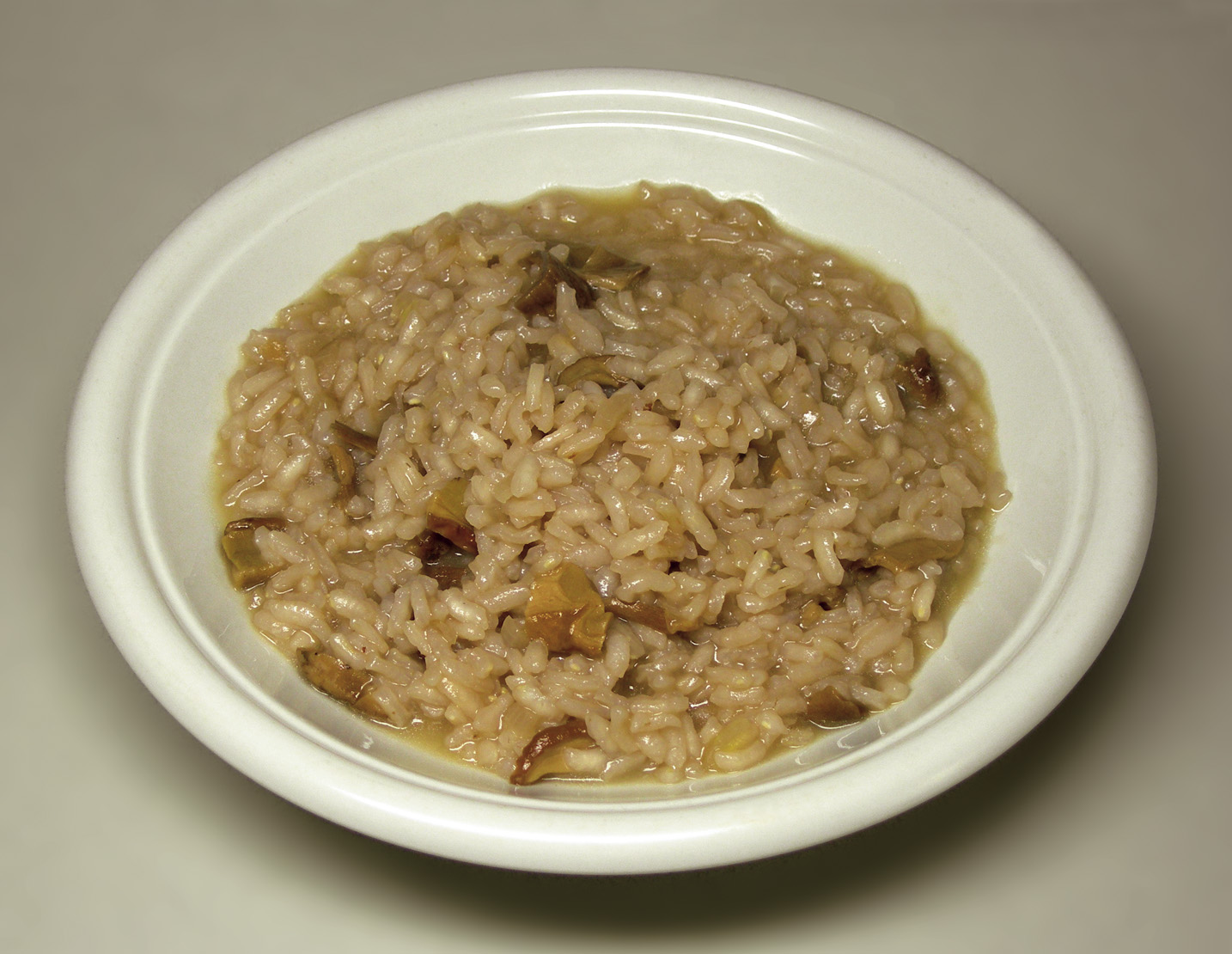
Risotto amb boletus edulis.

El risotto, és un plat tradicional a base d'arròs originari del nord del país (Llombardia, Vèneto i Piemont) i és un dels pilars de la cuina milanesa. Actualment s'ha estés a altres regions i ha esdevingut una de les maneres de preparar l'arròs més comunes a Itàlia. Els diferents tipus de risotto poden incloure molts ingredients diferents en la seva preparació, com verdures, llegums, carns, peixos, bolets, cansalada i marisc. Es pot condimentar am vi i amb formatge.
La manera de preparar el risotto més coneguda és potser el risotto alla milanese, un arròs cuinat amb brou de carn i safrà.
L'arròs blanc es fa servir sovint per a acompanyar carns, com l'ossobuco. Una altra preparació italiana a base d'arròs és la torta di riso.

### Pizza i focaccia

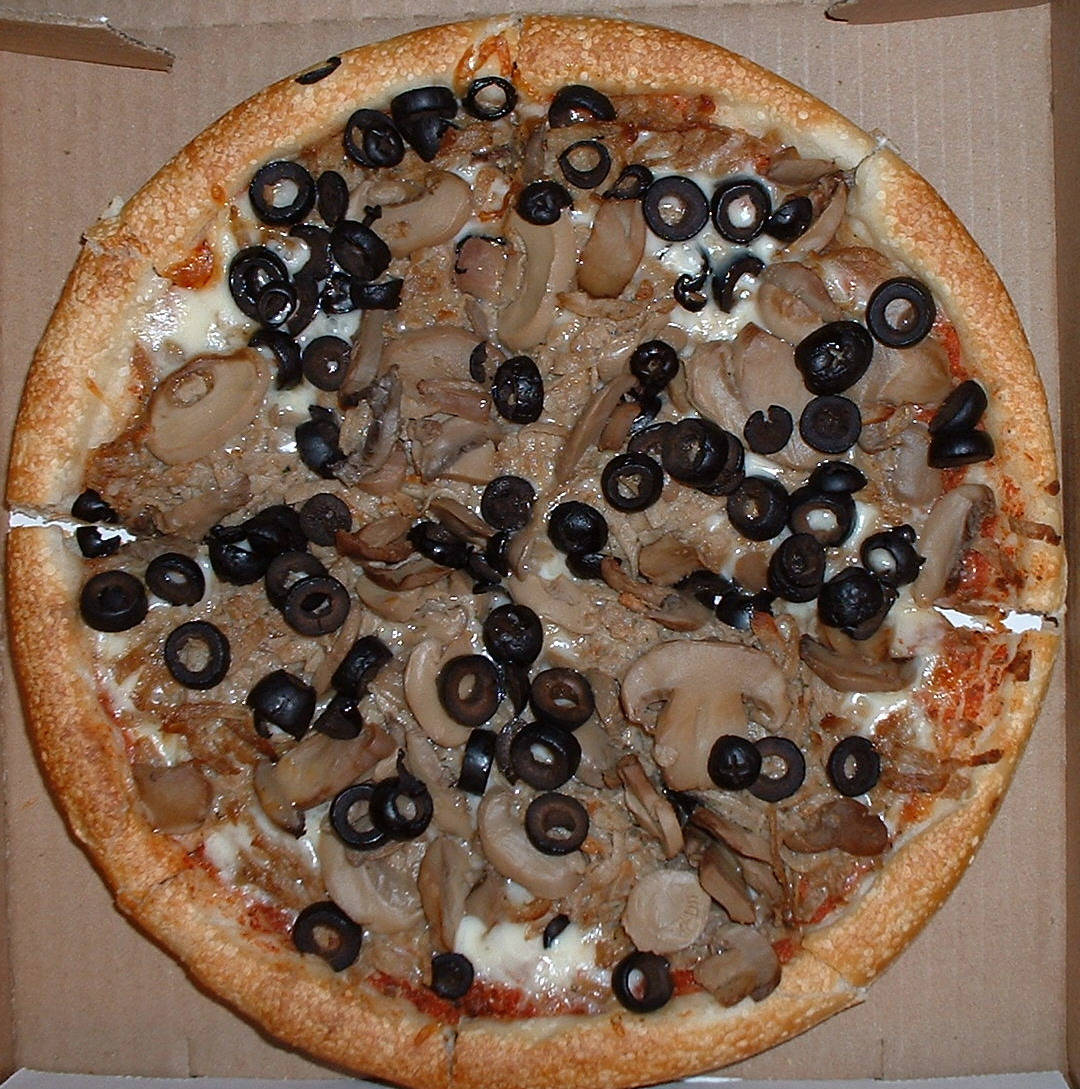
Pizza capricciosa

Alguns plats com el calzone tenen el seu punt semblant amb la pizza i la focaccia. Es pot trobar dins d'aquesta categoria també la piadina, la crescentina o el Borlengo. Caldria remarcar la proximitat de la pizza a la coca catalana, la pissaladiera occitana i a d'altres preperacions del mediterrani.
- Focaccia al rosmarino - els ingredients bàsics són el romer i l'oli d'oliva, sovint combinat amb prosciutto. Se sol servir com un aperitiu.
- Pizza marinara - els ingredients bàsics són tomàquet i orenga.
- Pizza Margherita - Tomàquet i mozzarella
- Pizza alla Napoletana / Napoli - similar a la pizza Margherita, amb orenga i alfàbrega. La pizza napolitana clàssica és de massa molt fina i porta tomàquet, all, alfàbrega i anxova.
- Pizza capricciosa - amb tomàquet, mozzarella, rovellons, albergínia i olives negres i verdes.
- Pizza quattro stagioni - els ingredients bàsics són el tomàquet i un dels ingredients típics de cada una de les quatre estacions de l'any:
  - Primavera: Olives i carxofes
  - Estiu: Salami i pebrot
  - Tardor: Tomàquet i mozzarella (com la Pizza Margherita)
  - Hivern: rovellons i ou cuit
- Pizza ai quattro formaggi - amb quatre formatges diferents
- Pizza ai funghi e salsicce (anomenada també boscaiola)- amb mozzarella, rovellons i salsitxa, amb tomàquet o sense.
- Calzone - és una pizza 'tancada' en mitja lluna que s'assembla a una coca tancada.

### Pans
- Ciabatta
- Pane carasau
- Pane Casareccio
- Panini

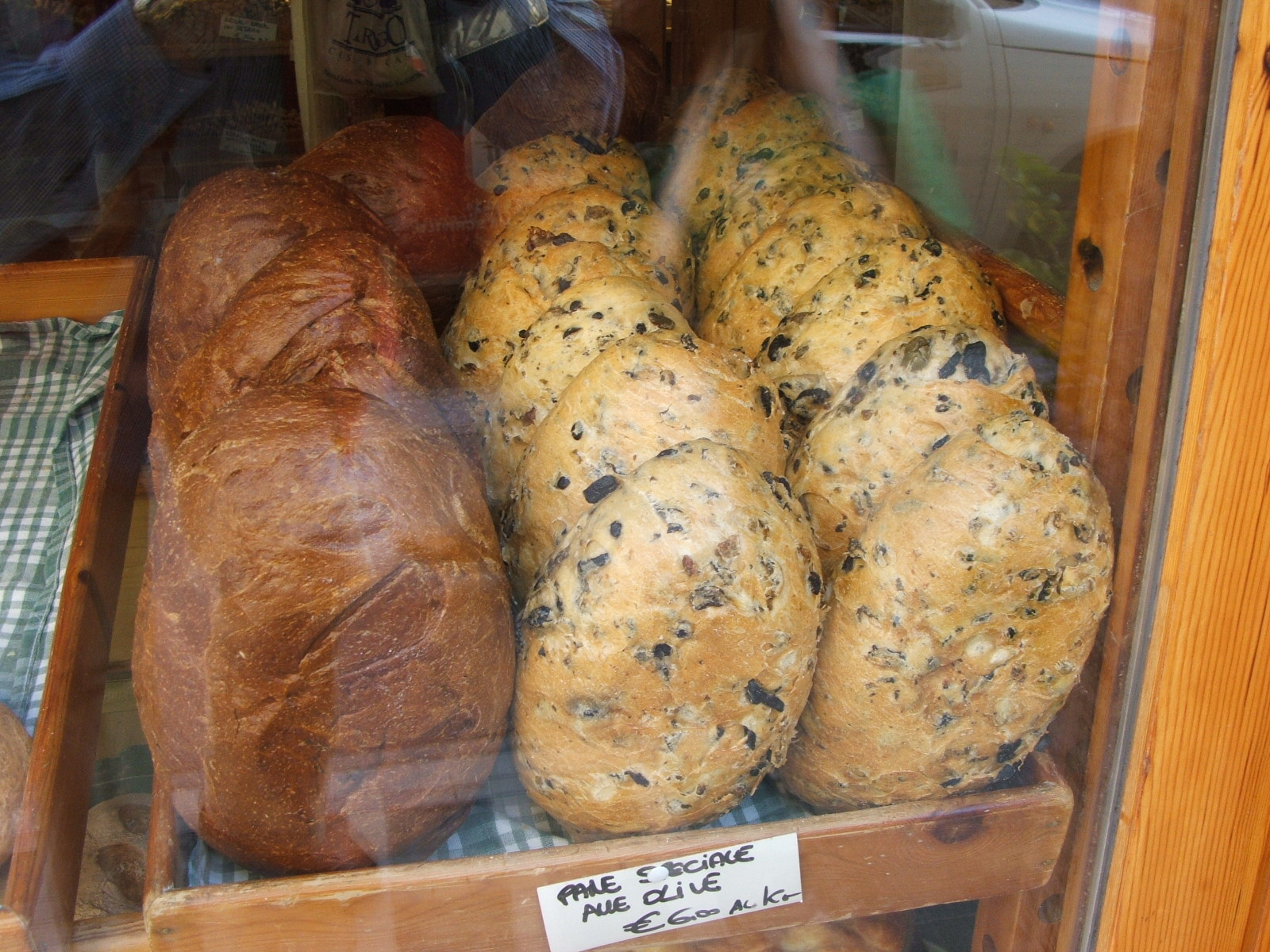
Pa genovès amb olives

- Farinata (panoli i farina de cigrons)
- Focaccia
- Pane Toscano (sense sal)
- Michetta (a Milà és un pa molt típic)
- Rosetta (molt popular a Roma)
- Pane Pugliese
- Pane di Altamura
- Grissini Torinesi
- Tigella
- Crescentina
- Piadina

### Formatge
Els formatges italians de qualitat protegits pel sistema de denominació d'origen (DOP) són els següents:

### Vins

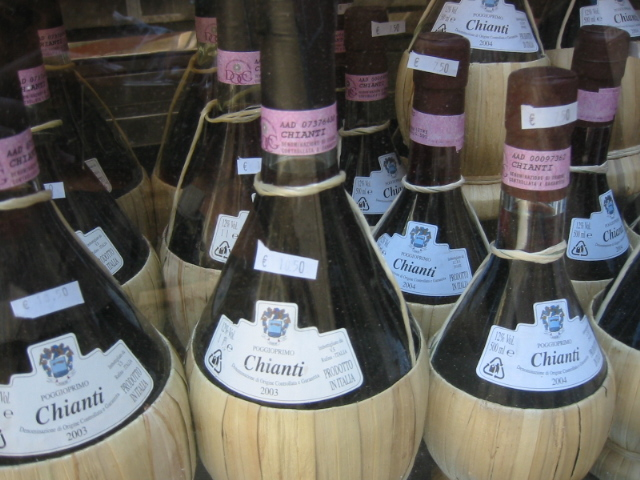
Chianti

### Cafè

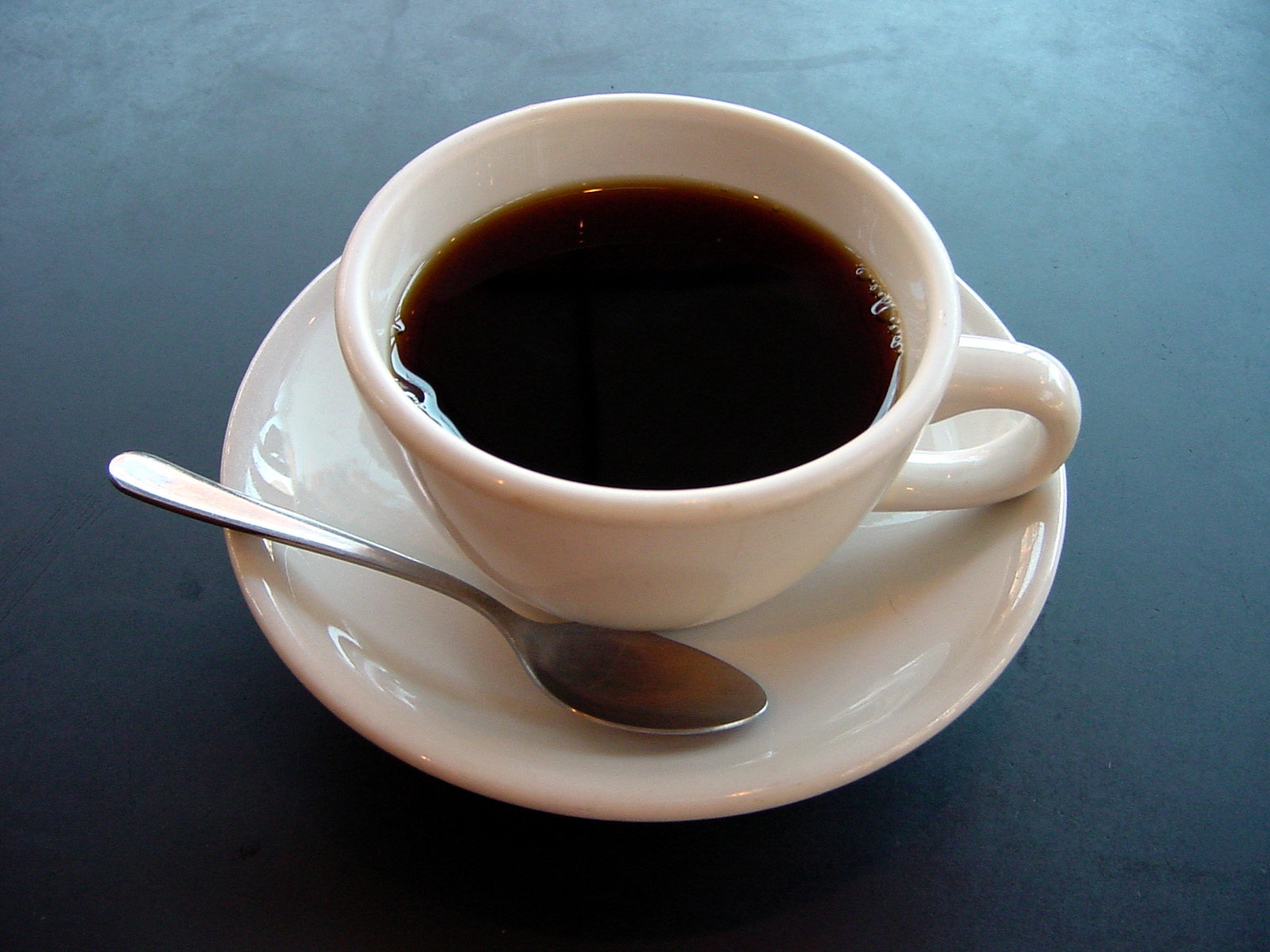
Una tassa de cafè

## Estructura d'un menú típic

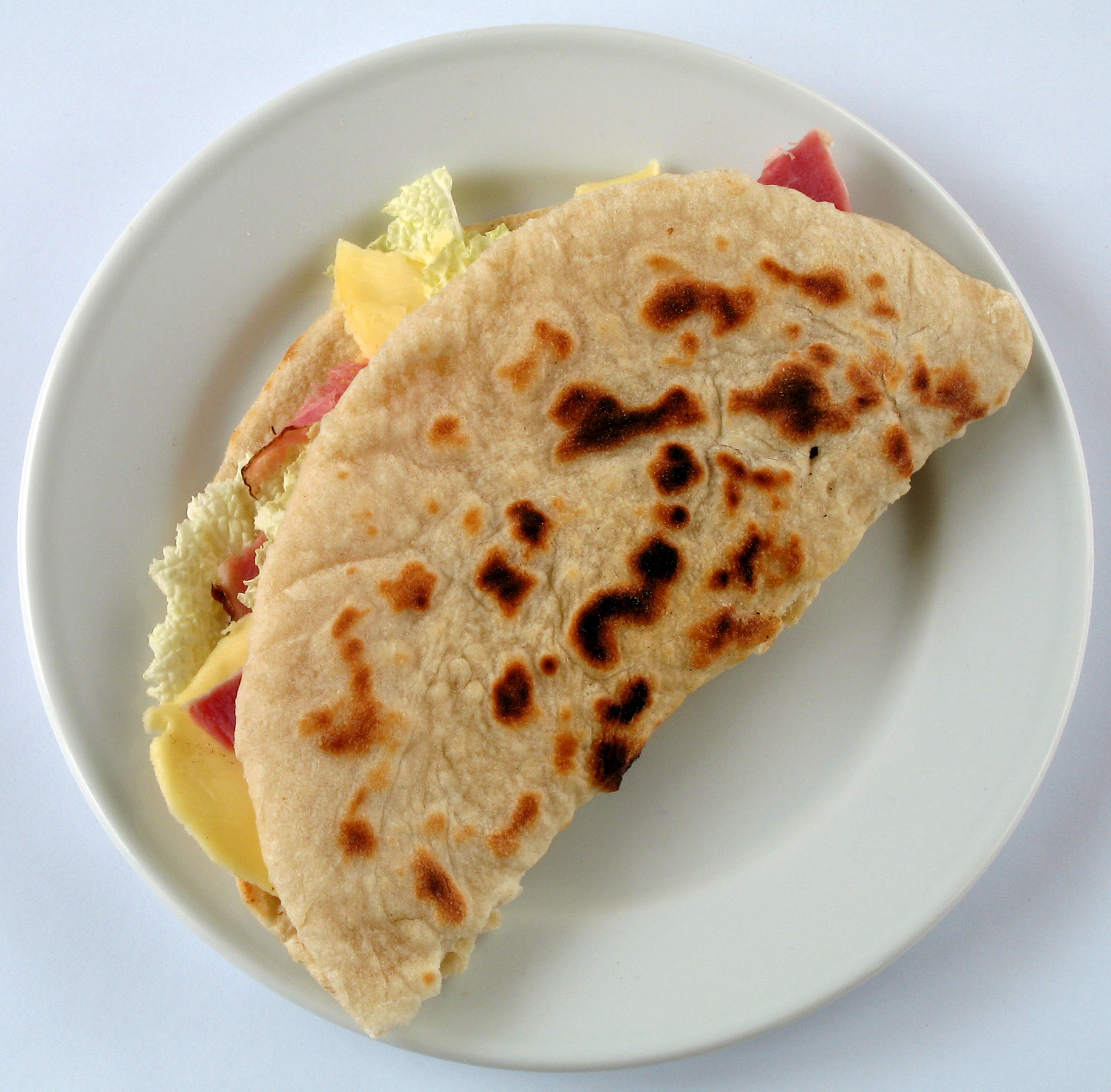
Piadina.

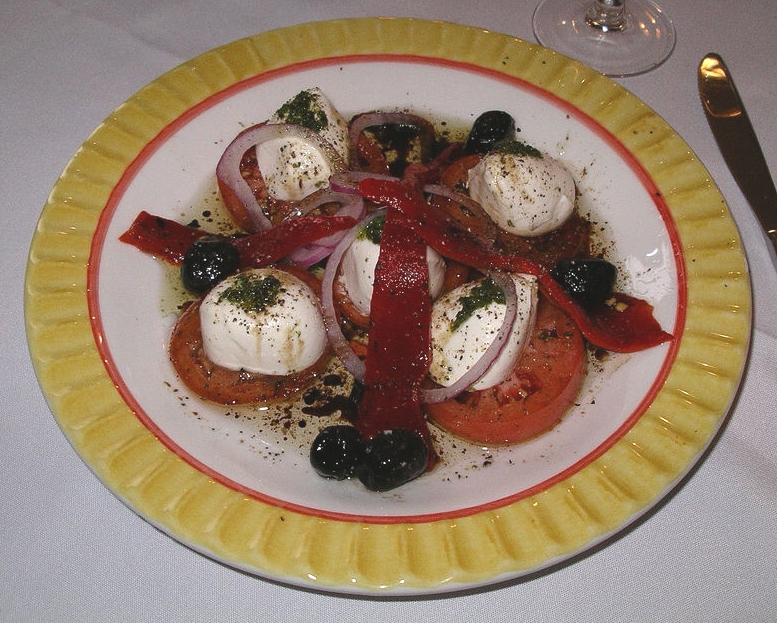
Insalata Caprese

### Il contorno

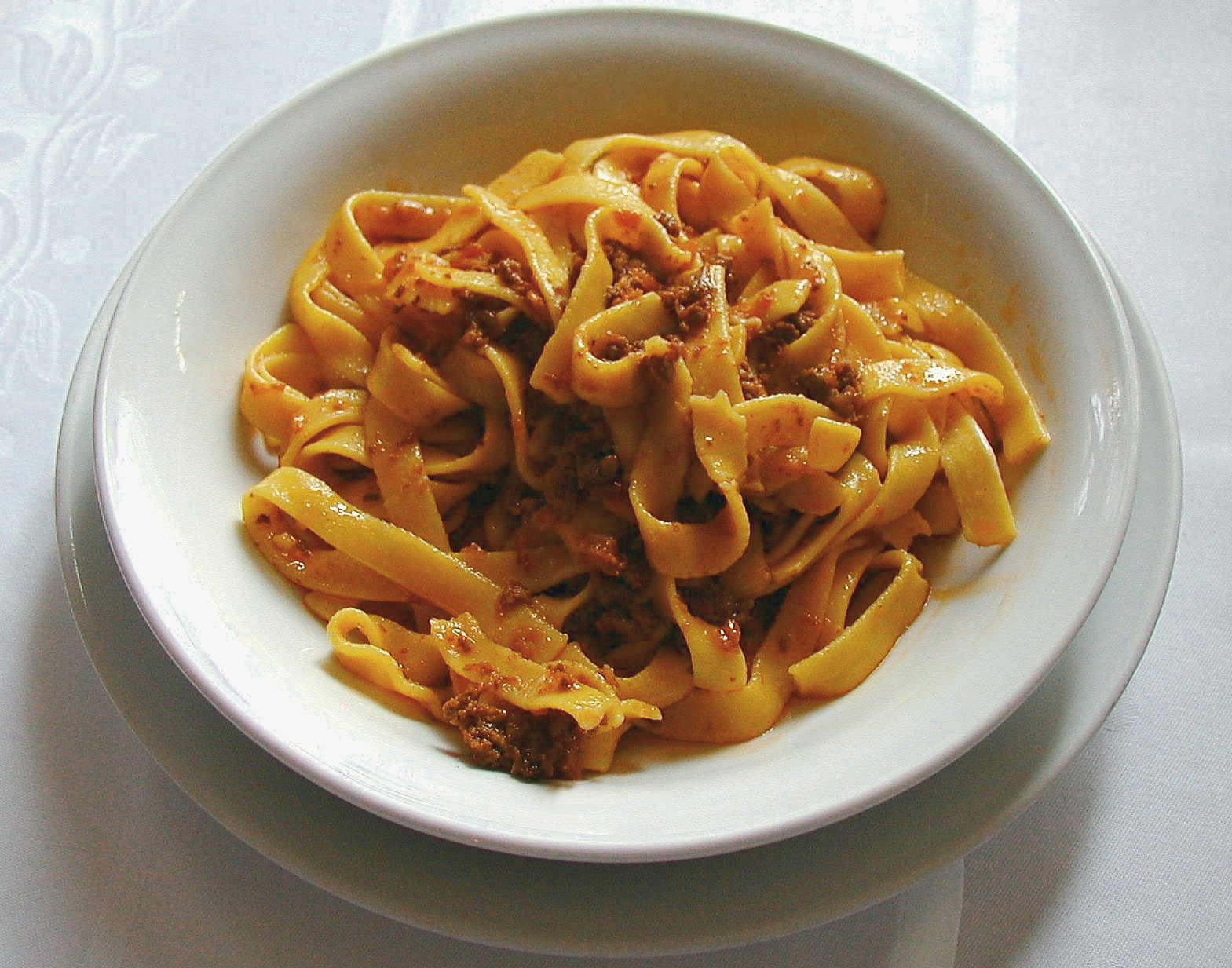
Fettuccine al ragù

### Plats de Pasta

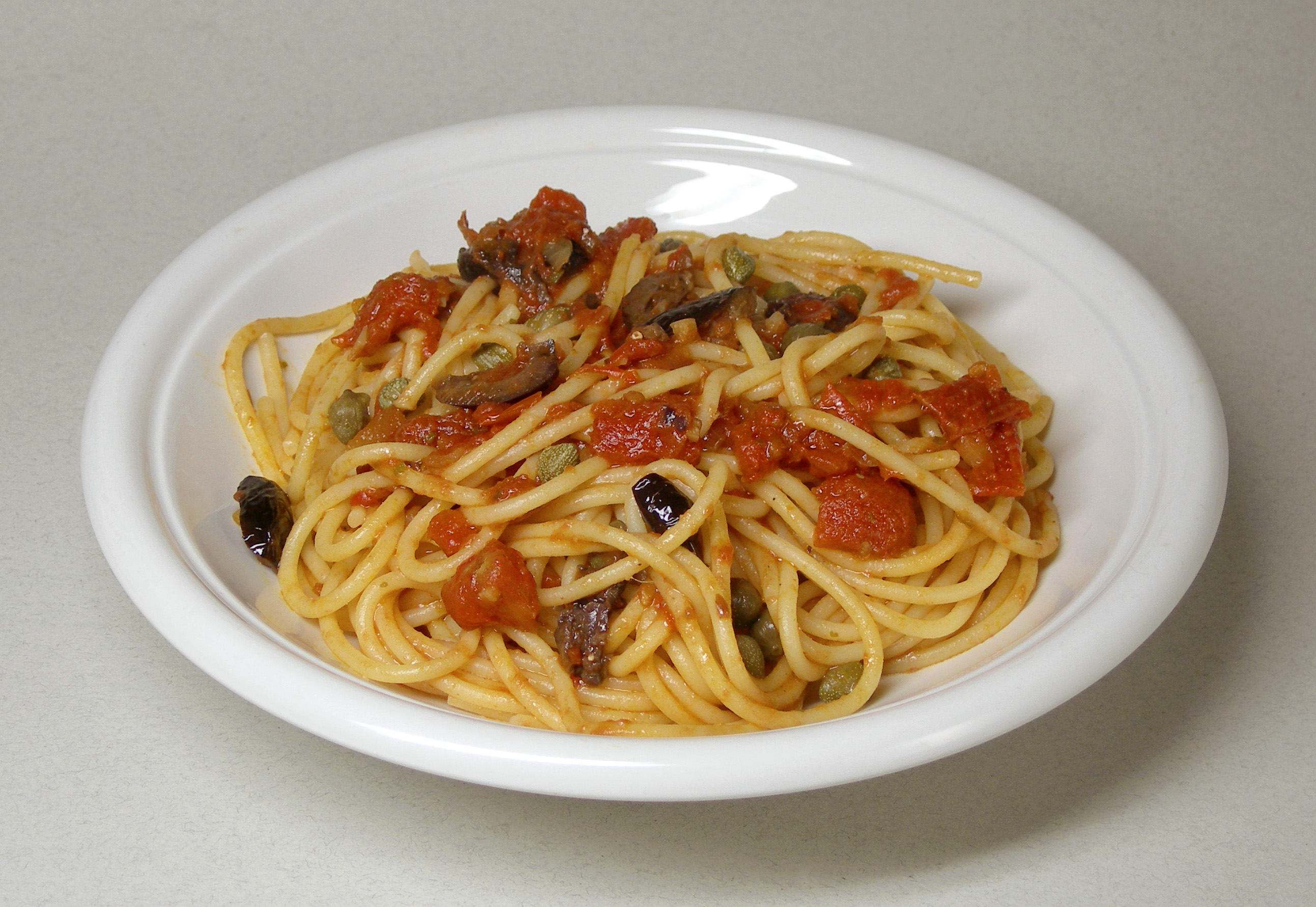
Spaghetti alla puttanesca.

### Plats de peix i de carn

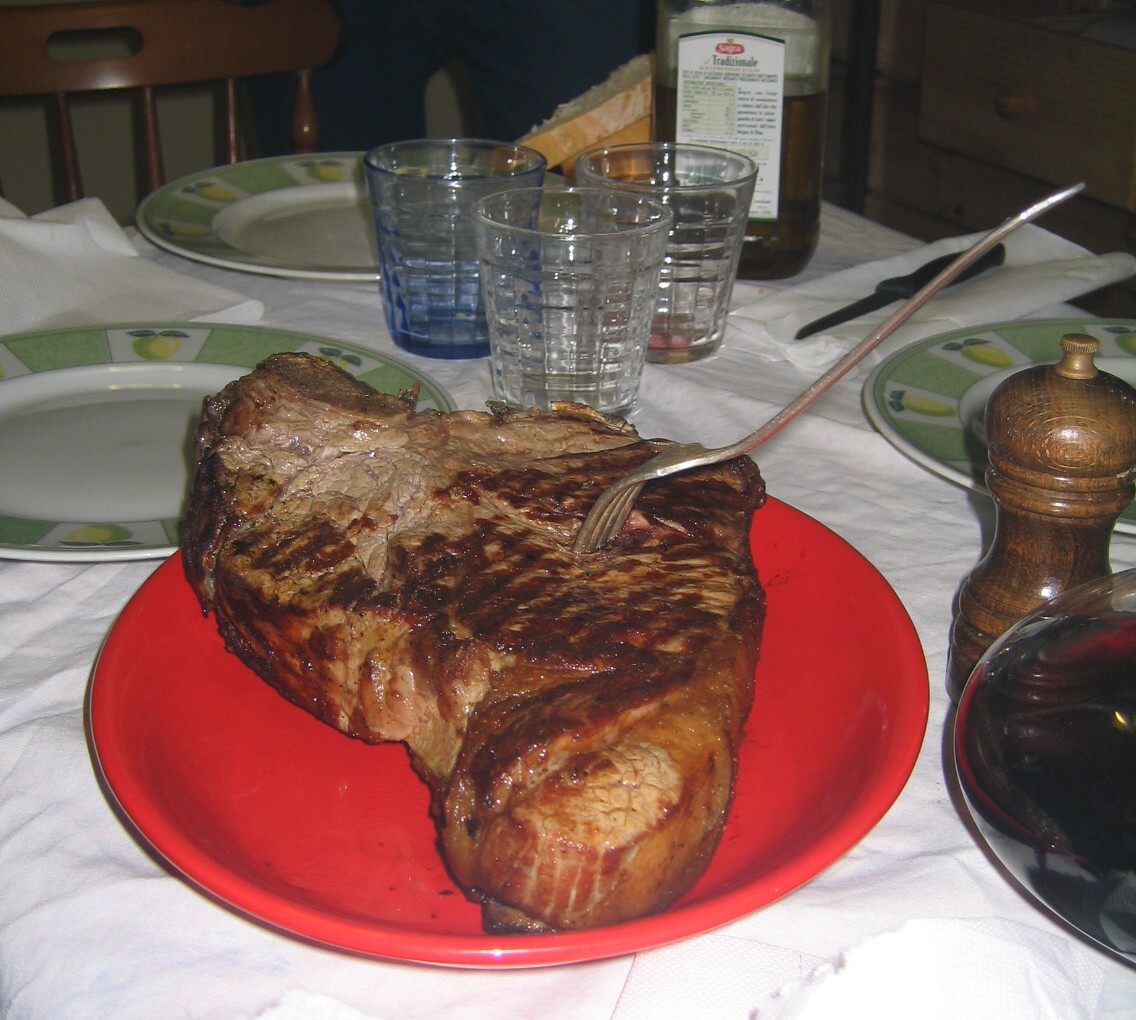
Bistecca alla Fiorentina.

### Postres

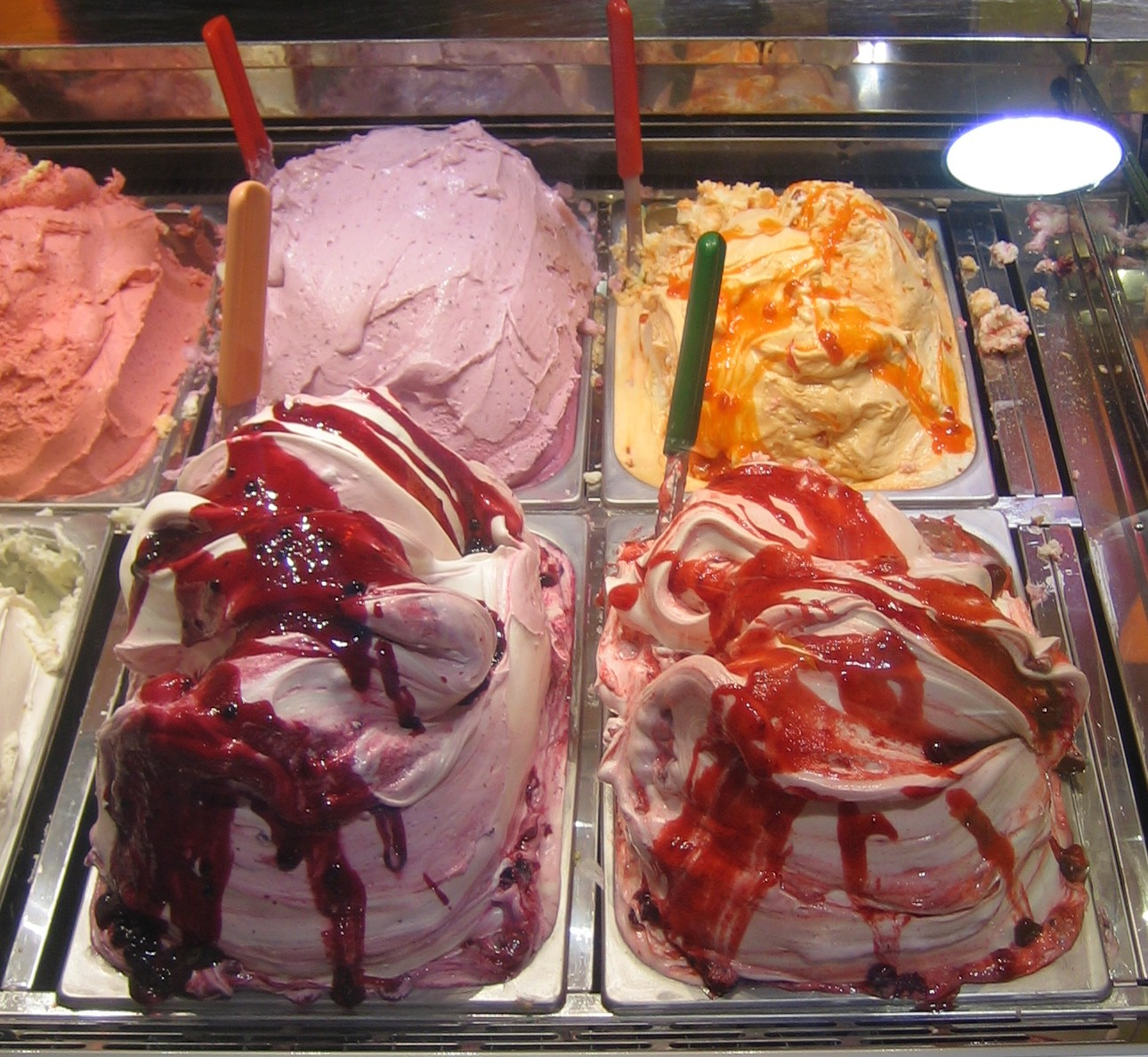
Gelat Italià

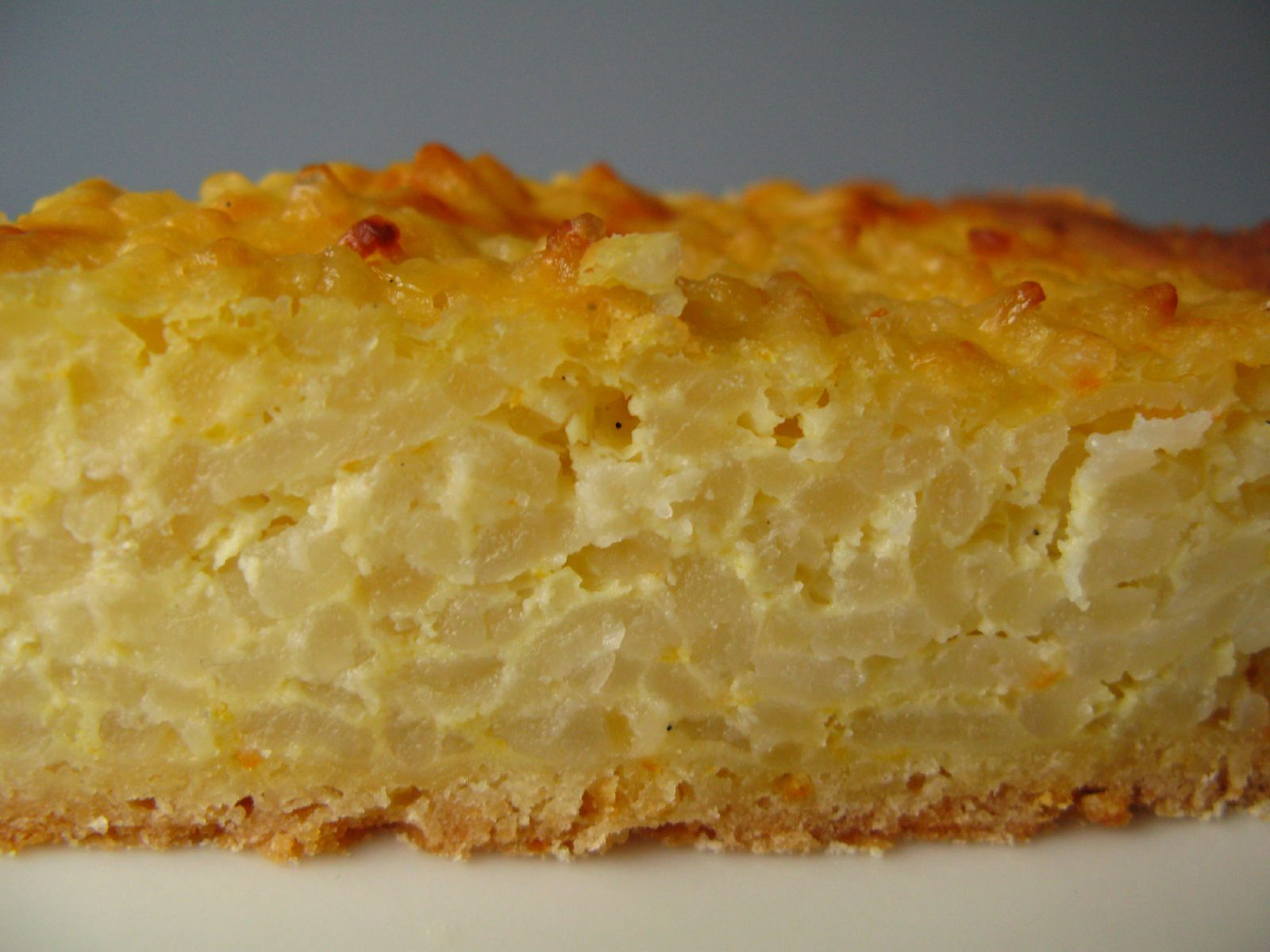
Torta di riso